# Нарис історії
«Нарис історії» (англ. The Outline of History) — книга англійського письменника Герберта Веллса, опублікована у 1919 році.
Веллс був дуже незадоволений якістю історії підручників наприкінці Першої світової війни, тому, між 1918 та 1919 роками, пише 1324-сторінкову роботу, яка була опублікована в м'якій палітурці в 1919 році, а у твердій обкладинці в 1920 році. Книга набула популярності і видавалась масово. Але її популярність і літературні досягнення були затьмарені роботами Веллса у науковій фантастиці, такими, як Чоловік-невидимка, Машина часу, Острів доктора Моро, і його найпопулярнішою роботою - Війна світів. Через це, Веллс в наш час[коли?] широко відомий не тільки як науково-популярний письменник чи історик, але і як письменник-фантаст.